# 末吉利隆
末吉 利隆（すえよし としたか、享保12年（1727年） - 寛政6年7月6日（1794年8月1日））は、江戸幕府の旗本。通称は、熊次郎、善左衛門。妻は猪飼五郎左衛門正高の娘。

## 略歴
享保12年、大坂の平野郷を支配した代官末吉家の子として生まれる。後に同族で旗本の末吉元利の養子となる。元利が早世したことで、延享元年（1744年）8月3日に祖父嘉于の跡を継ぐ。翌2年（1745年）12月12日、一橋徳川家の近習番になる。その後小姓を経て用人になる。
宝暦7年（1757年）12月18日、布衣を許される。番頭の上席兼小姓頭となった後、側用人にのぼる。
安永6年（1777年）11月28日に徒頭となり、翌7年（1778年）閏7月26日に目付になる。
天明3年（1783年）9月1日、尾張・美濃・伊勢の3国に赴いて、川普請の監督をした功を称されて、黄金5枚を賜わる。
天明4年（1784年）4月7日、江戸城内での佐野政言による若年寄田沼意知の刃傷事件の際、速やかに取り鎮めるべきなのに遅滞があったのは落度であるとして、出仕を止められる。翌5月6日に許される。
天明6年（1786年）4月15日、長崎派遣の命が下される。同年6月16日に長崎着、11月朔日に出立。翌7年（1787年）3月1日、命により長崎に赴いた件で黄金2枚を賜わる。同年3月12日、長崎奉行に就任。家禄100俵を加増される。同月18日、従五位下に叙任され、摂津守を名乗る。
長崎に着任した折には、海舶互市新例の趣旨を遵守すること、長崎奉行の先任者に当たる松浦信正と石谷清昌が寛延3年（1750年）と宝暦12年（1762年）にそれぞれ出した取り決めを崩さずに守るという基本方針を示す（『華夷交易明細記』）。
天明8年（1788年）7月23日、出仕を止められる（詳細は#閉門の節を参照）。翌8月23日に許される。翌9月11日に同役の奉行・水野忠通が交代のため長崎に到着した後、13日に江戸に帰還。
寛政元年（1789年）閏6月12日、新番頭に転任。
寛政6年（1794年）7月6日に死去。享年68。法名は瑞麟。

## 元方出入御勘定帳
末吉は、「元方出入御勘定帳」という、長崎奉行が公的な権利として受け取る金銭の出納帳簿をつけていた。ここに記載された1年間の収支は
- 収入 - 8月1日に長崎の町人たちから受け取る上納銀（八朔銀）[12]、長崎貿易で得られた利潤の分配金である受用銀、長崎会所から支払われる金銭など[13]。
- 支出 - 収入の約4割を家臣たちに分配、1割は貿易品の購入などに充て、残り5割のうち約1000両は奉行が個別に雇った足軽などの人件費に使った。

となっており、末吉の手元には3200両が残った。ほかにも、奉行就任の際に幕府から拝借した1000両を返済したことなども書かれている。

## 閉門
天明8年に当時長崎奉行だった末吉は、長崎在勤中に閉門となった。その理由について、唐人屋敷を管理した唐人番たちが書き継いだ『唐人番日記』では、
と、前年に来航した2隻の唐船（第九番船と第十一番船）の措置について不正をただされたためとある。
このうち第九番船について、『寛政重修諸家譜』では、長崎在留の唐船を帰帆させた後に、折返し再航させたことが、先例こそあるものの一存でこれを許可したのは越権行為だったと書かれている。
『続長崎実録大成』によれば、入港許可証である信牌を持参しなかった第十一番船に対して、末吉は薩摩に流れ着いて貿易ができなくなっていた前年度の六番船の信牌を流用して貿易することを認めたと記されている。当時のオランダ商館長シャッセーの私的日記によれば、通詞から得た情報として、この第十一番船は「ただ一冊の帳面、その中に、会所との間での彼らのもたらした荷物に関するある種の契約素案と注文が書かれていたが、その帳面だけを持って当地に来た」（「オランダ商館長日記」）と書いており、末吉は事前に何らかの約束をしていた第十一番船の商人と長崎会所のために、薩摩に漂流したことになっていた船の名義を転用したことになる。
天明の大飢饉の際、長崎でも打ちこわし（天明の打ちこわし）が発生した直後、末吉は奉行としての都市運営の基本方針を呈しており、そこでは「御国益不失様、并御益筋之儀、程能勘弁有度候事」という文言があった。社会全体の「国益」と、幕府の収益となる「御益」の、両者を程よくバランスを取ろうという考えで、先任奉行の戸田氏孟が厳格な政策を推進したのとは反対に、現地の人たちのさまざまな立場を考慮した方針だった。ここに言う現地の人は、長崎町人だけでなく、唐人やオランダ人、長崎に蔵屋敷を設置していた西国諸藩の武士たちも含まれていた。歴史学者の木村直樹によれば、長崎の都市と幕府の政策とのバランスを考えて、長崎の町によりそった考えをしているうちに、奉行の裁量を超えた判断を下してしまったがゆえの閉門、そして翌年の奉行職更迭であったとしている。